# Ďurkov
Ďurkov – wieś (obec) na Słowacji położona w kraju koszyckim, w powiecie Koszyce-okolice. Pierwsze wzmianki o miejscowości pochodzą z roku 1323. 
Według danych z dnia 31 grudnia 2012, wieś zamieszkiwało 1717 osób, w tym 845 kobiet i 872 mężczyzn.
W 2001 roku rozkład populacji względem narodowości i przynależności etnicznej wyglądał następująco:
- Słowacy – 91,17%
- Czesi – 0,34%
- Romowie – 5,1%
- Węgrzy – 1,7%

Ze względu na wyznawaną religię struktura mieszkańców kształtowała się w 2001 roku następująco:
- Katolicy rzymscy – 58,22%
- Grekokatolicy – 2,45%
- Ewangelicy – 1,63%
- Prawosławni – 0,07%
- Ateiści – 2,72%
- Nie podano – 5,77%